# Andrea Nicastro
Andrea Nicastro (Milano, 26 settembre 1965) è un giornalista italiano, inviato speciale e corrispondente del Corriere della Sera.

## Biografia
Ha conseguito la laurea in Lettere Moderne cum laude presso l'Università degli Studi di Milano. Ha frequentato la Scuola di Giornalismo dell'Ordine di Milano (Istituto per la Formazione al Giornalismo, IFG Carlo de Martino).
Nel 1988, a 22 anni, è stato assunto al Corriere della Sera diventando così uno dei più giovani redattori della storia del quotidiano. In via Solferino ha cominciato a lavorare come cronista nelle pagine della Redazione Lombardia dirette da Giuseppe Gallizzi.
Grazie alle ferie accumulate, trascorre un anno e mezzo studiando in diverse università americane e, nel 1996, risponde a un bando interno per passare alla Redazione Esteri diretta da Stefano Cingolani. Dal 1997 svolge il ruolo di inviato di guerra in varie zone critiche del mondo, tra cui Bosnia, Kosovo, Serbia, Haiti, Perù, Ecuador, Indonesia, Cecenia, Afghanistan, Iraq, Iran, Libano e Georgia.
Nel 2001 è stato il primo reporter italiano a entrare a Kabul appena liberata dai talebani. Nel 2003, è stato l'unico giornalista italiano ad avventurarsi nel nascondiglio di Saddam Hussein.
Ha condotto indagini relative al traffico illegale di cellule staminali e al commercio di organi umani, grazie alle quali ha ricevuto nel 2006 l’attestazione speciale del Circolo Inquieti come “Inviato ai confini dell’uomo” .
Dal 2011 al 2014 ha lavorato come corrispondente estero nella città di Madrid.
Nel 2022, durante il conflitto in Ucraina, è stato uno dei pochi reporter a vivere in prima persona le prime fasi dell'assedio della città di Mariupol da parte dell'esercito russo.
Dal 2022 è presidente dell'associazione per la formazione al giornalismo "Walter Tobagi" (AWT).

## Opere
- Nassiriya, bugie tra pace e guerra, prefazione di Ettore Mo, Roma, Editori Uniti, 2006, ISBN 978-88-359-5784-3.
- Gli altri siamo noi. Perché tradire la democrazia scatena il Jihad, prefazione di Alex Zanotelli, postfazione di Francesca Mineo, Milano, Rubbettino Editore, 2021, ISBN 978-88-498-6512-7.
- L'assedio. Il romanzo di Mariupol, Milano, Solferino, 2022, ISBN 978-88-282-1168-6.

## Teatro
- Gli Altri. Storie di burqa, amore e rabbia nel secolo del Jihad, 2019 [9][10].

## Premi e riconoscimenti
- 2008 Premio Giornalistico Nazionale Maria Grazia Cutuli[11]
- 2008 Premio Giornalistico Città di Salerno[12]
- 2023 Premio Giornalistico Ponzano
- 2023 Premio Marzani per il giornalismo e la letteratura[13]